# كولن جونسون
كولن جونسون (5 سبتمبر 1947 - ) (بالإنجليزية: Colin Johnson)‏ هو لاعب كريكت بريطاني.